# Fagofobia
La fagofobia es la fobia o miedo irracional a tragar o atragantarse.
Los fagofóbicos suelen indicar que sienten la garganta 'más estrecha', lo cual les hace suponer que al tragar la comida, esta no podrá pasar y se producirá el ahogamiento.
En los casos extremos, las personas que padecen esta fobia solo quieren comer alimentos fáciles de tragar, o mastican excesivamente. Como algunos fagofóbicos dejan de comer, esta fobia podría llegar a considerarse como un trastorno alimenticio, sin embargo, está catalogada dentro de la categoría de 'otras fobias'. Afortunadamente hoy en día, la fagofobia tiene cura, como cualquier otro trastorno de ansiedad. Existen profesionales de la salud mental que por medio de sesiones y tratamientos psicológicos/psiquiátricos ayudan a recuperar la confianza y cotidianidad en la vida de las personas que lo padecen.

## Epidemiología
Aproximadamente el 6% de la población adulta acude al otorrinolaringólogo quejándose de dificultades para tragar. Las causas más frecuentes de este problema son una obstrucción anatómica o problemas en la movilidad del tracto digestivo pero en otros casos no se aprecian daños físicos por lo que se presupone una causa psicológica. De hecho, se estima que alrededor de un 47% de las personas que tienen problemas para tragar, podrían padecer fagofobia.

## Síntomas
Los síntomas más comunes entre quienes padecen esta fobia son: dificultad para respirar, mareos, sudoración excesiva, náuseas, boca seca, temblores, palpitaciones, incapacidad para pensar con claridad, una sensación de alejamiento de la realidad y el miedo a morir atragantado o a volverse loco y perder el control. En algunos casos se puede apreciar un ataque de ansiedad en toda regla.
Lo que diferencia la fagofobia de otros trastornos psicológicos, como el trastorno de conversión, es que en la primera el problema ocurre solo cuando la persona intenta comer. La dificultad para tragar no es permanente sino que aparece como una reacción ante la comida. Además, estas personas a menudo pierden peso porque evitan numerosos alimentos. De hecho, a largo plazo pueden presentar importantes carencias nutricionales.

## Causas
La fagofobia es un trastorno de origen eminentemente psicológico cuyas causas casi siempre se pueden rastrear hasta un hecho traumático. En la mayoría de los casos la persona ha vivido un episodio de atragantamiento, casi siempre ocurrido en la niñez, que le ha causado una profunda impresión. Después de este hecho, cada vez que intenta comer, se activa en su mente el recuerdo del ahogamiento y comienza a sentirse ansiosa. Esa angustia es la que genera la sensación de ahogo, la taquicardia y las arcadas. Como resultado, los músculos de la faringe comienzan a cerrarse y la persona vuelve a experimentar la sensación de atragantamiento a la que tanto temía, sumergiéndose en un círculo vicioso que hace que ingerir el próximo bocado sea aún más difícil.